# Деревянная (Киевская область)
Деревянна́я (укр. Дерев’яна́) — село, входит в Обуховский район Киевской области Украины.
Население по переписи 2001 года составляло 533 человека. Почтовый индекс — 08724. Телефонный код — 4572. Занимает площадь 2,2 км². Код КОАТУУ — 3223182501.

## Местный совет
08724, Київська обл., Обухівський р-н, с. Дерев’яна, вул. Жовтнева, 1